# ماركو مارتينز
ماركو مارتينز (بالبرتغالية: Marco Martins) هو كاتب سيناريو ومخرج برتغالي، ولد في 1972 في لشبونة في البرتغال.

## وصلات خارجية
- ماركو مارتينز على موقع IMDb (الإنجليزية)
- ماركو مارتينز على موقع روتن توميتوز (الإنجليزية)
- ماركو مارتينز على موقع ألو سيني (الفرنسية)
- ماركو مارتينز على موقع أول موفي (الإنجليزية)
- ماركو مارتينز على موقع قاعدة بيانات الفيلم (الإنجليزية)
- ماركو مارتينز على موقع كينوبويسك (الروسية)